# Kyrinion martilli
Kyrinion martilli è un tetrapode estinto, appartenente ai bafetoidi. Visse nel Carbonifero superiore (circa 318 - 306 milioni di anni fa) e i suoi resti fossili sono stati ritrovati in Inghilterra.

## Descrizione
Questo animale doveva essere simile a una grande salamandra dalla testa particolarmente allungata. Si suppone che un esemplare adulto potesse sfiorare i due metri di lunghezza. I fossili ritrovati constano di un cranio quasi completo, parte della mandibola, un arco neurale dell'atlante (la vertebra connessa al cranio) e una costola, probabilmente appartenente a una vertebra cervicale. Il cranio è ben conservato e conserva anche le staffe, le ossa dell'orecchio. Le orbite erano di forma pressoché triangolare, con una notevole espansione nella parte anteriore; Le aree che connettevano il palato alle fauci e alla scatola cranica rendevano il cranio completamente rigido e non flessibile. Le linee laterali, usate per la percezione sensoriale negli ambienti acquatici, erano presenti sull'osso quadratojugale dietro gli occhi. La mandibola era priva di alcune caratteristiche distintive presenti negli altri animali simili (i bafetoidi), come ad esempio i denti della piastra parasinfisiale (una parte di osso al di sopra della sinfisi mandibolare).

## Classificazione
L'olotipo di Kyrinion venne ritrovato nel 1993 dal paleontologo David Martill, in una roccia su una spiaggia a Whitley Bay, nella contea di Tyne and Wear. Nel 2003, dopo la preparazione del fossile, la paleontologa Jennifer A. Clack fu in grado di descrivere e denominare l'esemplare, che venne chiamato Kyrinion martilli proprio in onore del suo scopritore. L'esemplare è ora conservato nel museo Hancock a Newcastle upon Tyne.
Kyrinion è un rappresentante dei bafetidi, un gruppo di grandi tetrapodi acquatici vagamente simili a salamandre, tipici del Carbonifero. Tra i bafetidi, sembra che Kyrinion fosse strettamente imparentato con i generi Loxomma e Megalocephalus; nel 2009 questi tre generi furono inclusi nella sottofamiglia Loxommatinae (Milner et al., 2009).